# Novojopiorsk
Novojopiorsk (del ruso: Новохопёрск) es una ciudad rusa, capital del raión homónimo en la óblast de Vorónezh. Está situada en la orilla derecha del río Jopior, a 270 km al sudeste de Vorónezh. Su población era de 5948 habitantes en 2021.

## Historia
Desde mediados del siglo XVII, en el emplazamiento de la actual localidad, se conoce la existencia de un asentamiento de cosacos del Jopior llamado Pristanski. Este asentamiento fue destruido durante la revuelta cosaca del atamán Kondrati Bulavin (1660-1708).
Novojopiorsk fue fundada en 1710 a raíz de un ukaz de Pedro el Grande, como una fortaleza con muelle, con el nombre de Jopiórskaya. Tiene estatus de ciudad desde 1779, año en el que recibió el nombre actual.

## Administración
La ciudad posee una estructura administrativa peculiar. Dentro del raión de Novojopiorsk, es sede administrativa de un ayuntamiento urbano en el que no es la localidad más poblada. El término municipal de Novojopiorsk, con una población total de 16 498 habitantes en 2021, incluye dos localidades urbanas: el asentamiento de tipo urbano de Novojopiorski (7809 habitantes) y la propia ciudad de Novojopiorsk (5948 habitantes). El resto de la población se reparte en dieciséis pedanías rurales.
Para entender esta estructura, hay que tener en cuenta que Novojopiorski y Novojopiorsk forman una conurbación, en la que la primera se ubica en la parte occidental de la aglomeración urbana y la segunda en la parte oriental. Novojopiorski surgió en 1895 como el poblado ferroviario de Novojopiorsk, y tuvo su propio ayuntamiento hasta que en 2011 tuvo lugar una fusión de municipios en el raión.
Las dieciséis pedanías rurales que acompañan a Novojopiorski y Novojopiorsk son las siguientes:
- Posiólok Bolshevik
- Posiólok Varvárino
- Posiólok Glínkino
- Posiólok Yelanski
- Posiólok Kalínovo
- Posiólok Novoílmenski
- Posiólok Oziorni
- Posiólok Plautino
- Posiólok Pólovtsevo
- Pueblo Alfiórovka
- Pueblo Kámenka-Sádovka
- Pueblo Rusánovo
- Poblado ferroviario Pólovtsevo
- Aldea Ivánovka
- Jútor Bogdán
- Jútor Zamélnichni

Antes de la fusión de municipios de 2011, tenían ayuntamiento propio, además de Novojopiorski y Novojopiorsk, las localidades rurales de Alfiórovka, Kámenka-Sádovka, Novoílmenski y Rusánovo. Estos seis ayuntamientos se unieron para formar el término municipal actual.

## Demografía
| 1897  | 1926  | 1939  | 1959  | 1970  | 1979  | 1989  | 2002  | 2008  |
| ----- | ----- | ----- | ----- | ----- | ----- | ----- | ----- | ----- |
| 6 100 | 7 100 | 8 500 | 8 900 | 8 700 | 8 700 | 8 048 | 7 640 | 6 882 |

## Cultura y lugares de interés
La ciudad cuenta con un museo de etnografía territorial.
Curso arriba del Jopior está el zapovédnik del Jopior, desde Novojopiorsk hacia Borisoglebsk. Fue creado en 1935 para proteger el paisaje de praderas, diferentes tipos de bosques de estepa y la fauna del lugar. Mide 16.178 ha. Su administración se encuentra en el pueblo Varvarino, en el raión de Novojopiorsk.

## Economía
Las principales empresas de Novojopiorsk se dedican al sector alimenticio, al maderero y al de los materiales de construcción.